# Козак (бронепоїзд)
Козак — імпровізований польський бронепоїзд періоду польсько-українських боїв 1918—1919 років.
21 листопада 1918 року вояки експедиційної групи підполковника Юзефа Свободи, підполковника піхоти Війська Польського, захопили в Устриках Долішніх товарний потяг, залишений українцями, і, відступаючи, доправили його до Ліска. Начальником ешелону був лейтенант Кароль Пастернак. До його екіпажу входили артилеристи, в тому числі й офіцери, із Сянока. Озброєний двома гаубицями калібру 122 міліметрів на вагонних платформах, наступного дня, 22 листопада 1918 року, потяг брав участь у захопленні Устриків. Напередодні лейтенант Пастернак надіслав запит в Сяноку підготувати саморобний потяг «Козак», який був оснащений згаданими гаубицями та трьома кулеметами.
Існує опис «Козака» лейтенантом запасу Антонієм Гора, автором креслень поїзда.
23 листопада 1918 року потяг брав участь у важких боях на залізничній станції в Устриках Долішніх поблизу Хирова, Фельштин, де після зіткнення з українським «диким локомотивом» без екіпажу в потязі було розбито два вагони. Після бою в Устриках бригада поїзда прибула до Сянока.
Поїзд знову був пошкоджений 19 січня 1919 року біля станції в Хирові, був розібраний, а польський командир Мінкевич сформував з його складу польову батарею.